# Laurent Lucas

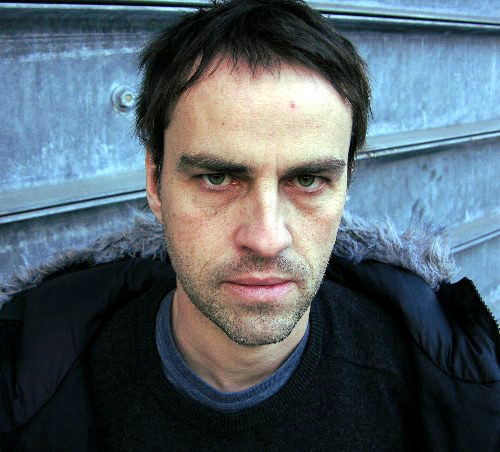
Laurent Lucas (2007)

Laurent Lucas (* 20. Juli 1965 in Paris) ist ein französischer Schauspieler. Bevor Lucas 1989 seine Karriere begann, studierte er an der Schule von Charles Dullin in Paris und debütierte als Schauspielschüler am Théâtre National de Strasbourg (TNS) im Jahre 1993.

## Filmografie
- 1997: J’ai horreur de l’amour
- 1998: Alchimie der Liebe (Quelque chose d’organique)
- 1999: Die neue Eva (La nouvelle Ève)
- 1999: Rien sur Robert
- 1999: Pola X
- 2000: Haut les cœurs!
- 2000: Harry meint es gut mit dir (Harry, un ami qui vous veut du bien)
- 2000: 30 ans
- 2001: Der Pornograph (Le pornographe)
- 2002: In My Skin (Dans ma peau)
- 2002: Va, petite!
- 2003: Rire et châtiment
- 2003: Wer tötete Bambi? (Qui a tué Bambi?)
- 2003: Tiresia
- 2003: Adieu
- 2003: Eine einmalige Chance (Violence des échanges en milieu tempéré)
- 2004: Tout pour l’oseille
- 2004: Calvaire – Tortur des Wahnsinns (Calvaire)
- 2004: Automne
- 2005: Lemming
- 2005: Les invibles
- 2006: De particulier à particulier
- 2006: Sur la trace d’Igor Rizzi
- 2007: Counter Investigation – Kein Mord bleibt ungesühnt (Contre-enquête)
- 2007: La capture
- 2007: Toi
- 2008: Le prince de ce monde
- 2008: Sans état d’âme – Begierde (Sans état d’âme)
- 2008: Mama ist beim Friseur (Maman est chez le coiffeur)
- 2008: De la guerre
- 2008: La saison des orphelins
- 2008: Elle veut le chaos
- 2009: Verso
- 2009: Sommeil blanc
- 2010: The Kate Logan Affair
- 2010: Impasse du désir
- 2011: Strahlende Wüste (Qui sème le vent …) (TV)
- 2012: Je me suis fait tout petit
- 2013: Le météore
- 2013: Der jüdische Kardinal (Le métis de Dieu) (TV)
- 2013: Lac Mystère
- 2014: Piégé
- 2014: Alleluia
- 2014: Le militaire
- 2014: Die Zeugen (Les Témoins; Fernsehserie, 6 Folgen)
- 2015: The Returned (Les revenants) (TV-Serie)
- 2016: Jacques – Entdecker der Ozeane (L’odyssée)
- 2016: Spin – Paris im Schatten der Macht (Les hommes de l’ombre) (TV-Serie)
- 2016: Raw (Grave)
- 2017: Büro der Legenden (Le Bureau des légendes; Fernsehserie, 7 Folgen)
- 2018: Une intime conviction
- 2019: Adoration
- 2020: La Révolution
- 2024: Comme le feu
- 2024: Maldoror